# کشتی در المپیک تابستانی ۲۰۱۲
| کشتی در بازی‌های المپیک تابستانی ۲۰۱۲ | کشتی در بازی‌های المپیک تابستانی ۲۰۱۲ | کشتی در بازی‌های المپیک تابستانی ۲۰۱۲ | کشتی در بازی‌های المپیک تابستانی ۲۰۱۲ | کشتی در بازی‌های المپیک تابستانی ۲۰۱۲ | کشتی در بازی‌های المپیک تابستانی ۲۰۱۲ |
| آزاد                                 | آزاد                                 | آزاد                                 | آزاد                                 | آزاد                                 | آزاد                                 |
| ------------------------------------ | ------------------------------------ | ------------------------------------ | ------------------------------------ | ------------------------------------ | ------------------------------------ |
| مردان                                | مردان                                | مردان                                | زنان                                 | زنان                                 | زنان                                 |
|                                      | ۵۵ کیلو                              |                                      |                                      | ۴۸ کیلو                              |                                      |
|                                      | ۶۰ کیلو                              |                                      |                                      | ۵۵ کیلو                              |                                      |
|                                      | ۶۶ کیلو                              |                                      |                                      | ۶۳ کیلو                              |                                      |
|                                      | ۷۴ کیلو                              |                                      |                                      | ۷۲ کیلو                              |                                      |
|                                      | ۸۴ کیلو                              |                                      |                                      |                                      |                                      |
|                                      | ۹۶ کیلو                              |                                      |                                      |                                      |                                      |
|                                      | ۱۲۰ کیلو                             |                                      |                                      |                                      |                                      |
| فرنگی                                |                                      |                                      |                                      |                                      |                                      |
|                                      | ۵۵ ک‌گ                                |                                      |                                      | ۸۴ ک‌گ                                |                                      |
|                                      | ۶۰ ک‌گ                                |                                      |                                      | ۹۶ ک‌گ                                |                                      |
|                                      | ۶۶ ک‌گ                                |                                      |                                      | ۱۲۰ ک‌گ                               |                                      |
|                                      | ۷۴ ک‌گ                                |                                      |                                      |                                      |                                      |

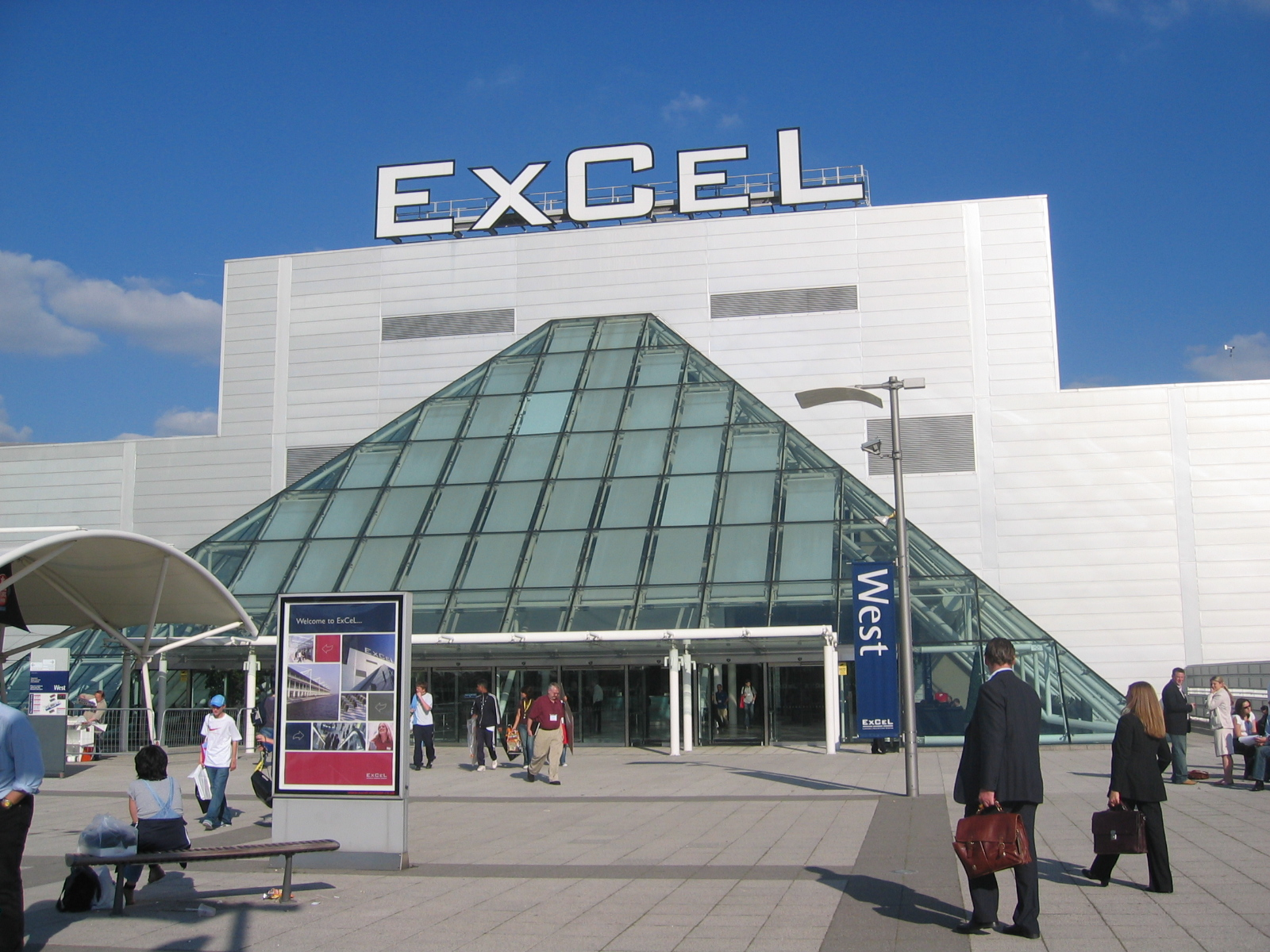
ExCel Exhibition Centre

رقابت‌های کشتی در بازی‌های المپیک تابستانی ۲۰۱۲ در بازه زمانی ۵ تا ۱۲ اوت برگزار شد. این مسابقات در ورزشگاه اکس‌سل برگزار شد. این مسابقات در دو رشته کشتی آزاد و کشتی فرنگی که هر کدام از آن‌ها در وزن‌های مختلف تقسیم‌بندی می‌شوند، برگزار می‌شود. مردان در هر دو رشته و زنان فقط در بخش آزاد به رقابت می‌پردازند. در این مسابقات ۱۸ مدال طلا اهدا خواهد شد. رقابت‌های کشتی در همه بازی‌های المپیک تابستانی به جز بازی‌های المپیک تابستانی ۱۹۰۰ برگزار شده‌است.

## قالب مسابقات
۱۹ مرد یا ۱۸ زن در هر بخش به رقابت می‌پردازند، به علاوه ۶ نفر دیگر که به کشور میزبان اختصاص داده شده‌است یا توسط کمیسیون سه جانبه تعیین می‌شود. کشتی‌گیران در مسابقات مقدماتی به رقابت می‌پردازند تا تعدادشان به ۱۶ نفر کاهش یابد، در ادامه مسابقات به صورت حذفی ساده انجام می‌شود تا فینالیست‌ها مشخص شوند.

## زمان‌بندی مسابقات
همه زمان‌ها بر اساس ساعت تابستانی بریتانیا (یوتی‌سی ۱:۰۰+) می‌باشد

### کشتی فرنگی
| تاریخ        | ساعت        | رویداد                                                                   |
| ------------ | ----------- | ------------------------------------------------------------------------ |
| یک‌شنبه ۵ اوت | ۱۳:۰۰-۱۵:۴۵ | مقدماتی، یک‌هشتم نهایی، یک‌چهارم نهایی و نیمه‌نهایی اوزان ۵۵ و ۷۴ کیلو      |
| یک‌شنبه ۵ اوت | ۱۷:۴۵-۲۰:۱۵ | دور بازنده‌ها، رده‌بندی و نهایی اوزان ۵۵ و ۷۴ کیلو                         |
| دوشنبه ۶ اوت | ۱۳:۰۰-۱۵:۴۵ | مقدماتی، یک‌هشتم نهایی، یک‌چهارم نهایی و نیمه‌نهایی اوزان ۶۰، ۸۴ و ۱۲۰ کیلو |
| دوشنبه ۶ اوت | ۱۷:۴۵-۲۰:۱۵ | دور بازنده‌ها، رده‌بندی و نهایی اوزان ۶۰، ۸۴ و ۱۲۰ کیلو                    |
| سه‌شنبه ۷ اوت | ۱۳:۰۰-۱۵:۴۵ | مقدماتی، یک‌هشتم نهایی، یک‌چهارم نهایی و نیمه‌نهایی اوزان ۶۶ و ۹۶ کیلو      |
| سه‌شنبه ۷ اوت | ۱۷:۴۵-۲۰:۱۵ | دور بازنده‌ها، رده‌بندی و نهایی اوزان ۶۶ و ۹۶ کیلو                         |

### رقابت‌های آزاد زنان
| تاریخ          | ساعت        | رویداد                                                              |
| -------------- | ----------- | ------------------------------------------------------------------- |
| چهارشنبه ۸ اوت | ۱۳:۰۰-۱۵:۴۵ | مقدماتی، یک‌هشتم نهایی، یک‌چهارم نهایی و نیمه‌نهایی اوزان ۴۸ و ۶۳ کیلو |
| چهارشنبه ۸ اوت | ۱۷:۴۵-۲۰:۱۵ | دور بازنده‌ها، رده‌بندی و نهایی اوزان ۴۸ و ۶۳ کیلو                    |
| پنج‌شنبه ۹ اوت  | ۱۳:۰۰-۱۵:۴۵ | مقدماتی، یک‌هشتم نهایی، یک‌چهارم نهایی و نیمه‌نهایی اوزان ۵۵ و ۷۲ کیلو |
| پنج‌شنبه ۹ اوت  | ۱۷:۴۵-۲۰:۱۵ | دور بازنده‌ها، رده‌بندی و نهایی اوزان ۵۵ و ۷۲ کیلو                    |

### رقابت‌های آزاد مردان
| تاریخ         | ساعت        | رویداد                                                                   |
| ------------- | ----------- | ------------------------------------------------------------------------ |
| جمعه ۱۰ اوت   | ۱۳:۰۰-۱۵:۴۵ | مقدماتی، یک‌هشتم نهایی، یک‌چهارم نهایی و نیمه‌نهایی اوزان ۵۵ و ۷۴ کیلو      |
| جمعه ۱۰ اوت   | ۱۷:۴۵-۲۰:۱۵ | دور بازنده‌ها، رده‌بندی و نهایی اوزان ۵۵ و ۷۴ کیلو                         |
| شنبه ۱۱ اوت   | ۱۳:۰۰-۱۵:۴۵ | مقدماتی، یک‌هشتم نهایی، یک‌چهارم نهایی و نیمه‌نهایی اوزان ۶۰، ۸۴ و ۱۲۰ کیلو |
| شنبه ۱۱ اوت   | ۱۷:۴۵-۲۰:۱۵ | دور بازنده‌ها، رده‌بندی و نهایی اوزان ۶۰، ۸۴ و ۱۲۰ کیلو                    |
| یک‌شنبه ۱۲ اوت | ۰۸:۳۰-۱۱:۱۵ | مقدماتی، یک‌هشتم نهایی، یک‌چهارم نهایی و نیمه‌نهایی اوزان ۶۶ و ۹۶ کیلو      |
| یک‌شنبه ۱۲ اوت | ۱۲:۴۵-۱۵:۱۵ | دور بازنده‌ها، رده‌بندی و نهایی اوزان ۶۶ و ۹۶ کیلو                         |

## شرکت‌کنندگان
۷۱ کشور در این مسابقات حضور دارند:
| - الجزایر (۳) - ساموآی آمریکا (۱) - آرژانتین (۱) - ارمنستان (۷) - استرالیا (۱) - اتریش (۱) - جمهوری آذربایجان (۱۳) - بلاروس (۱۱) - برزیل (۱) - بلغارستان (۹) - کامرون (۱) - کانادا (۹) - جمهوری آفریقای مرکزی (۱) - شیلی (۱) - چین (۸) - کلمبیا (۳) - ساحل عاج (۱) - کرواسی (۲) | - کوبا (۱۲) - جمهوری چک (۱) - دانمارک (۲) - اکوادور (۲) - مصر (۱۳) - استونی (۲) - فنلاند (۲) - فرانسه (۶) - گرجستان (۱۳) - آلمان (۴) - بریتانیای کبیر (۱) - یونان (۲) - گوآم (۱) - گینه بیسائو (۲) - هندوراس (۱) - مجارستان (۷) - هند (۵) - ایران (۱۳) | - عراق (۱) - ایتالیا (۱) - ژاپن (۱۳) - قزاقستان (۱۵) - قرقیزستان (۴) - لتونی (۲) - لیتوانی (۲) - ماداگاسکار (۱) - مکزیک (۲) - ایالات فدرال میکرونزی (۱) - مولداوی (۲) - مغولستان (۸) - مراکش (۲) - نامیبیا (۱) - نیجریه (۴) - کره شمالی (۵) - نروژ (۱) - لهستان (۴) | - پورتوریکو (۳) - رومانی (۲) - روسیه (۱۶) - سنگال (۲) - صربستان (۱) - کره جنوبی (۹) - اسپانیا (۱) - سوئد (۶) - سوئیس (۱) - تاجیکستان (۴) - تونس (۸) - ترکیه (۱۳) - اوکراین (۱۳) - ایالات متحده آمریکا (۱۷) - ازبکستان (۸) - ونزوئلا (۷) - ویتنام (۱) |

## جدول مدال‌ها
| رتبه | کشورها              | طلا   | نقره | برنز | مجموع |    |
| ۱    | روسیه               | ۴     | ۳    | ۴    | ۱۱    |    |
| ۲    | ایران               | ۴     | ۱    | ۱    | ۶     |    |
| ۳    | ژاپن                | ۴     | ۰    | ۲    | ۶     |    |
| ۴    | جمهوری آذربایجان    | ۲     | ۲    | ۳    | ۷     |    |
| ۵    | ایالات متحده آمریکا | ۲     | ۰    | ۳    | ۵     |    |
| ۶    | کوبا                | ۱     | ۰    | ۰    | ۱     |    |
| ۷    | کره جنوبی           | ۱     | ۰    | ۰    | ۱     |    |
| ۸    | گرجستان             | ۰     | ۲    | ۳    | ۵     |    |
| ۹    | مجارستان            | ۰     | ۱    | ۲    | ۳     |    |
| ۱۰   | ارمنستان            | ۰     | ۱    | ۱    | ۲     |    |
| ۱۰   | کانادا              | ۰     | ۱    | ۱    | ۲     |    |
| ۱۰   | هند                 | ۰     | ۰    | ۱    | ۱     |    |
| ۱۳   | بلغارستان           | ۰     | ۱    | ۰    | ۱     |    |
| ۱۳   | چین                 | ۰     | ۱    | ۰    | ۱     |    |
| ۱۳   | مصر                 | ۰     | ۱    | ۰    | ۱     |    |
| ۱۳   | استونی              | ۰     | ۱    | ۰    | ۱     |    |
| ۱۳   | پورتوریکو           | ۰     | ۱    | ۰    | ۱     |    |
| ۱۳   | اوکراین             | ۰     | ۱    | ۰    | ۱     |    |
| ۱۹   | قزاقستان            | ۰     | ۰    | ۴    | ۴     |    |
| ۲۰   | سوئد                | ۰     | ۰    | ۲    | ۲     |    |
| ۲۱   | کلمبیا              | ۰     | ۰    | ۱    | ۱     |    |
| ۲۱   | فرانسه              | ۰     | ۰    | ۱    | ۱     |    |
| ۲۱   | لیتوانی             | ۰     | ۰    | ۱    | ۱     |    |
| ۲۱   | مغولستان            | ۰     | ۰    | ۱    | ۱     |    |
| ۲۱   | کره شمالی           | ۰     | ۰    | ۱    | ۱     |    |
| ۲۱   | لهستان              | ۰     | ۰    | ۱    | ۱     |    |
| ۲۱   | اسپانیا             | ۰     | ۰    | ۱    | ۱     |    |
| ۲۱   | ترکیه               | ۰     | ۰    | ۱    | ۱     |    |
| ۲۱   | مجموع               | مجموع | ۱۸   | ۱۸   | ۳۶    | ۷۲ |

## مدال‌آوران

### کشتی آزاد مردان
| رویداد   | طلا                              | نقره                          | برنز                              |
| ۵۵ کیلو  | جمال اوتار سلطانوف · روسیه       | ولادیمر خینچگاشویلی · گرجستان | یانگ کیونگ-ایل · کره شمالی        |
| ۵۵ کیلو  | جمال اوتار سلطانوف · روسیه       | ولادیمر خینچگاشویلی · گرجستان | شینیچی یاموتو · ژاپن              |
| ۶۰ کیلو  | طغرل عسگرف · جمهوری آذربایجان    | بسیک کودوخوف · روسیه[۱]       | کلمن اسکات · ایالات متحده آمریکا  |
| ۶۰ کیلو  | طغرل عسگرف · جمهوری آذربایجان    | بسیک کودوخوف · روسیه[۱]       | یوگشوار دات · هند                 |
| ۶۶ کیلو  | تاتسوهیرو یونمیتسو · ژاپن        | سوشیل کومار · هند             | آکژورک تاناتاروف · قزاقستان       |
| ۶۶ کیلو  | تاتسوهیرو یونمیتسو · ژاپن        | سوشیل کومار · هند             | لیوان لوپز · کوبا                 |
| ۷۴ کیلو  | جردن باروز · ایالات متحده آمریکا | صادق گودرزی · ایران           | گابور هاتوس · مجارستان[۲]         |
| ۷۴ کیلو  | جردن باروز · ایالات متحده آمریکا | صادق گودرزی · ایران           | دنیس چارگوش · روسیه               |
| ۸۴ کیلو  | شریف شریف‌اف · جمهوری آذربایجان   | جیمی اسپینال · پورتوریکو      | داتو مارساگیشویلی · گرجستان       |
| ۸۴ کیلو  | شریف شریف‌اف · جمهوری آذربایجان   | جیمی اسپینال · پورتوریکو      | احسان لشگری · ایران               |
| ۹۶ کیلو  | جک وارنر · ایالات متحده آمریکا   | والری آندریتسوف · اوکراین     | گئورگی گوگشلیدزه · گرجستان        |
| ۹۶ کیلو  | جک وارنر · ایالات متحده آمریکا   | والری آندریتسوف · اوکراین     | ختاگ گازیموف · جمهوری آذربایجان   |
| ۱۲۰ کیلو | کمیل قاسمی · ایران               | بیلال ماخوف · روسیه [۳]       | ترول دلاگنف · ایالات متحده آمریکا |
| ۱۲۰ کیلو | کمیل قاسمی · ایران               | بیلال ماخوف · روسیه [۳]       | دولت شبان‌بای · قزاقستان           |

- ۶۰ کیلوگرم آزاد مردان  تست دوپینگ بسیک کودوخوف از روسیه در سال ۲۰۱۶ مثبت اعلام شد اما از آنجایی که این کشتی گیر در سال ۲۰۱۳ فوت کرده بود، مدال نقره از او پس گرفته نشد.[۲]
- 74 کیلوگرم آزاد مردان  سوسلان تگیف از ازبکستان مدال برنز را در ابتدا بدست آورد اما بدلیل مثبت اعلام شدت تست دوبینگ این ورزشکار، مدال برنز به کشتی گیر دیگری داده شد.[۳][۴]
- 120 کیلوگرم آزاد مردان  در سال ۲۰۱۹ تست دوپینگ داویت مودزماناشویلی مثبت اعلام شد و مدال نقره از این کشتی گیر گرفته شد.
- 120 کیلوگرم آزاد مردان  تست دوپینگ آرتور تایمازوف نیز در سال 2019 مثبت اعلام شده و مدال طلا از او باز پس گرفته شد.[۵]
- 120 کیلوگرم آزاد مردان به این ترتیب مدال طلا به بازنده آرتور تایمازوف یعنی کمیل قاسمی و مدال نقره به بازنده داویت مودزماناشویلی یعنی بیلال ماخوف رسید.

### کشتی فرنگی مردان
| رویداد     | طلا                     | نقره                             | برنز                           |
| ۵۵ کیلو    | حمید سوریان · ایران     | روشن بایراموف · جمهوری آذربایجان | پیتر موداس · مجارستان          |
| ۵۵ کیلو    | حمید سوریان · ایران     | روشن بایراموف · جمهوری آذربایجان | مینیگیان سمنوف · روسیه         |
| ۶۰ کیلو    | امید نوروزی · ایران     | رواز لاشکی · گرجستان             | زائور کورماگمدوف · روسیه       |
| ۶۰ کیلو    | امید نوروزی · ایران     | رواز لاشکی · گرجستان             | ریوتارو ماتسوموتو · ژاپن       |
| ۶۶ کیلو    | کیم هیون-وو · کره جنوبی | تاماس لورینز · مجارستان          | مانوچار تسخادایا · گرجستان     |
| ۶۶ کیلو    | کیم هیون-وو · کره جنوبی | تاماس لورینز · مجارستان          | استیو گنو · فرانسه             |
| ۷۴ کیلو    | رومن ولاسوف · روسیه     | آرسن جولفالاکیان · ارمنستان      | الکساندر کازاکویچ · لیتوانی    |
| ۷۴ کیلو    | رومن ولاسوف · روسیه     | آرسن جولفالاکیان · ارمنستان      | امین احمدوف · جمهوری آذربایجان |
| ۸۴ کیلو    | الان خوگایف · روسیه     | کرم ابراهیم جابر · مصر           | دانیل گادژیف · قزاقستان        |
| ۸۴ کیلو    | الان خوگایف · روسیه     | کرم ابراهیم جابر · مصر           | دامیان یانیکوفسکی · لهستان     |
| ۹۶ کیلوگرم | قاسم رضایی · ایران      | رستم توتروف · روسیه              | آرتور الکسانیان · ارمنستان     |
| ۹۶ کیلوگرم | قاسم رضایی · ایران      | رستم توتروف · روسیه              | جیمی لیدبرگ · سوئد             |
| ۱۲۰ کیلو   | میخایین لوپز · کوبا     | هیکی نابی · استونی               | رضا کایالپ · ترکیه             |
| ۱۲۰ کیلو   | میخایین لوپز · کوبا     | هیکی نابی · استونی               | یوهان اورن · سوئد              |

### رقابت‌های زنان
| رویداد  | طلا                      | نقره                              | برنز                              |
| ۴۸ کیلو | هیتومی اوبارا · ژاپن     | ماریا استادنیک · جمهوری آذربایجان | کلاریسا چون · ایالات متحده آمریکا |
| ۴۸ کیلو | هیتومی اوبارا · ژاپن     | ماریا استادنیک · جمهوری آذربایجان | کارول هوین · کانادا               |
| ۵۵ کیلو | سائوری یوشیدا · ژاپن     | تونیا وربیک · کانادا              | یاکلین رنتریا · کلمبیا            |
| ۵۵ کیلو | سائوری یوشیدا · ژاپن     | تونیا وربیک · کانادا              | یولیا راتکویچ · جمهوری آذربایجان  |
| ۶۳ کیلو | کائوری ایچو · ژاپن       | جینگ رویشوئه · چین                | لوبوف وولوسووا · روسیه            |
| ۶۳ کیلو | کائوری ایچو · ژاپن       | جینگ رویشوئه · چین                | سورونزونبولدین باتستسگ · مغولستان |
| ۷۲ کیلو | ناتالیا ووروبیوا · روسیه | استانکا زلاتوا · بلغارستان        | گوزل مانیورووا · قزاقستان         |
| ۷۲ کیلو | ناتالیا ووروبیوا · روسیه | استانکا زلاتوا · بلغارستان        | مایدر اوندا · اسپانیا             |